# El amuleto de Samarkanda
El amuleto de Samarkanda es el primer libro de la Trilogía de Bartimeo, compuesta además por El ojo del Golem y La puerta de Ptolomeo escrita por Jonathan Stroud. Es conocida por su uso liberal de las notas de pie que normalmente hace Bartimeo en los trozos narrados por él, llenos de sarcasmo y como fondo de la historia. 

## Introducción
El libro trata sobre un aprendiz de hechicero precoz, Nathaniel, que consigue invocar a un genio llamado Bartimeo de 5.000 años, algo subidito de humos. Sin embargo dado que todavía no se había puesto su nombre de hechicero, el demonio consigue su nombre de nacimiento. Gracias a ese conocimiento el genio puede devolverle los castigos que le haga. Nathaniel le encomienda a Bartimeo la tarea de robar el amuleto de Samarkanda a Simon Lovelace. En su empeño por robarlo descubren un complot contra el ministerio por lo que se ven obligados a desmantelarlo.

## Argumento
Nathaniel, abandonado por su familia a cambio de dinero, se convierte en un mago. Bajo su insignificante maestro, Arthur Underwood, él desea convertirse en uno de los magos más poderosos de todos los tiempos. Con doce años invoca al djinn Bartimeo, un genio arrogante con un rencor hacia los magos. Bartimeo, esperando un precio ridículo, es enviado para robar un artefacto potente llamado el Amuleto de Samarkanda, propiedad de Simon Lovelace. Nathaniel, buscando la venganza de una humillación sufrida en manos de Lovelace, obtiene el Amuleto y junto a Bartimeo lo oculta. Aunque Nathaniel sea inconsciente de su poder, Lovelace rápidamente viene para reclamarlo. Una lucha sigue, conduciendo a la muerte de su maestro y su esposa. 
Con la ayuda de Bartimeo, Nathaniel logra escapar. Desconocidamente, es lanzado a un complot en el cual Lovelace tiene la intención de convocar a un demonio poderoso y, protegido por el Amuleto de Samarkanda, usarlo para matar al primer ministro y todo el gobierno, así elevándolo a una posición superior de la noche a la mañana. Al final, Nathaniel invierte la invocación y despide al demonio. Él da al primer ministro el Amuleto de Samarkanda, haciendo un magnífico espectáculo de todo ello. El libro acaba con Bartimeo siendo liberado de cautiverio.
- Datos: Q2089703